# Lester Holt
Lester Steven Holt, né le 8 mars 1959, est un journaliste et un présentateur de nouvelles américain. En juin 2015, il succède à Brian Williams à la présentation de l'édition de la semaine du journal du soir de NBC, le NBC Nightly News, il contribue également à la présentation du magazine d'information Dateline.
Avant d'entrer à NBC, il a travaillé 19 ans durant au sein du réseau de télévision CBS, de 1981 à 2000. Il a fait ses débuts au sein du réseau NBC sur la chaîne d'information en continu MSNBC.  
Il joue son propre rôle dans l'épisode Cleveland de la première saison (en) de 30 Rock.